# Espaly-Saint-Marcel
Espaly-Saint-Marcel – miejscowość i gmina we Francji, w regionie Owernia-Rodan-Alpy, w departamencie Górna Loara.
Według danych na rok 1990 gminę zamieszkiwało 3516 osób, a gęstość zaludnienia wynosiła 559 osób/km² (wśród 1310 gmin Owernii Espaly-Saint-Marcel plasuje się na 56. miejscu pod względem liczby ludności, natomiast pod względem powierzchni na miejscu 947.).